# Il sonno di Endimione
Il sonno di Endimione è un dipinto a olio su tela (198x261 cm) realizzato nel 1791 dal pittore francese Anne-Louis Girodet de Roussy-Trioson e conservato al Museo del Louvre.

## Descrizione
Il dipinto rappresenta un giovane disteso nudo su mantelli e pellicce: il suo corpo è riverso e abbandonato in una posizione sensuale, mentre il suo torso e il viso sono illuminati dalla luce della luna. Il soggetto è ovviamente il giovane e bellissimo Endimione, di cui la Luna (Selene) si innamorò a tal punto da chiedere e ottenere per lui un sonno eterno e l'eterna giovinezza, così da poterlo ammirare e amare ogni notte. A favorire l'esposizione del corpo di Endimione ai raggi lunari ci pensa Zefiro, il dio del vento dalle fattezze simili a un cupido.
Il desiderio erotico non viene rappresentato solo tramite il corpo di Endimione, le cui gambe e i cui genitali giacciono nell'ombra, ma anche dalla figura maliziosa di Zefiro, le cui natiche sono illuminate dalla luna in modo incongruo dato che, coma fa notare Whitney Davis, questo Zefiro/Eros ha il volto rivolto alla luna, che quindi non potrebbe illuminargli anche le natiche.

## Storia
Il quadro fu realizzato da Girodet durante un soggiorno e Roma e fu esposto al Salon per la prima volta nel 1793, rivelandosi il primo grande successo dell'artista.